# Società Editrice Padana
La Società Editrice Padana S.p.A. (SEP) è una casa editrice fondata nel 1983 a Mestre, in via Torino 110, da una quarantina di industriali veneti guidati dal padovano Luigino Rossi, imprenditore calzaturiero della Riviera del Brenta, per rilevare il quotidiano Il Gazzettino dall'Editoriale San Marco, coinvolta negli scandali del Banco Ambrosiano e del "banchiere di Dio" Roberto Calvi.
Dal 30 agosto 2006 la società è controllata al 67,21% dal gruppo Caltagirone Editore e ha cambiato la denominazione in il Gazzettino S.p.A.